# Ion I. C. Brătianu

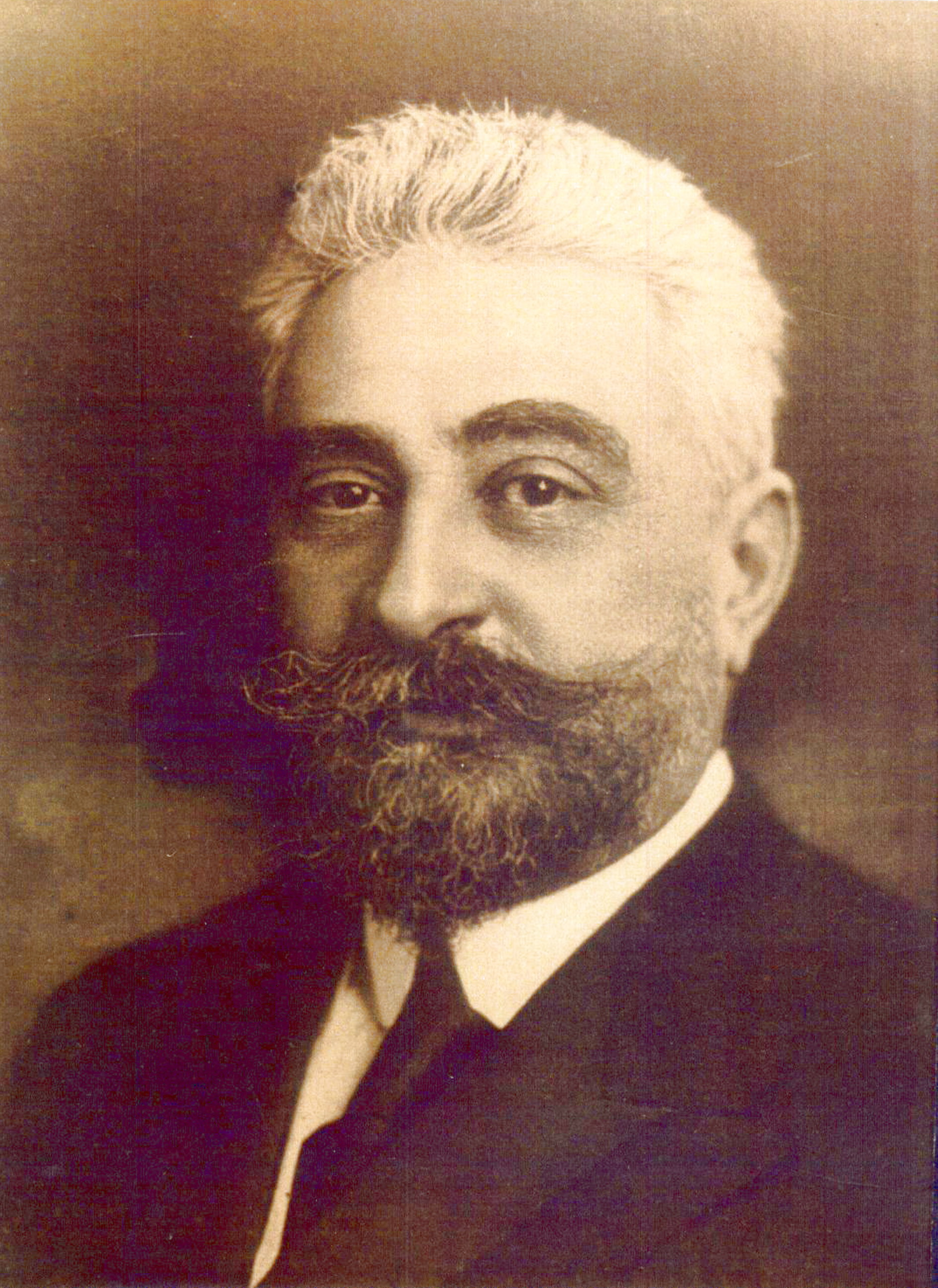
Ionel Brătianu

Ion Ion Constantin Brătianu, auch genannt "Ionel" (* 20. August 1864 in Florica bzw. Ștefănești, Rumänien; † 24. November 1927 in Bukarest, Rumänien), war ein liberaler rumänischer Politiker und mehrmaliger Ministerpräsident.

## Leben
Der älteste Sohn von Ion C. Brătianu und somit Bruder von Constantin Brătianu und Vintilă Brătianu wurde in Frankreich zum Eisenbahningenieur ausgebildet. 1897 wurde er zum Minister für öffentliche Arbeiten ernannt, 1902–1904 und 1908–1909 war er Außenminister, ehe er 1909 die erste von fünf Amtszeiten als rumänischer Ministerpräsident antrat. Im gleichen Jahr wurde er zum Vorsitzenden der Partidul Național Liberal gewählt. Schon sein Vater war rumänischer Regierungschef und nationalliberaler Parteichef gewesen.
In einer scharfen Auseinandersetzung mit den pro-deutschen Konservativen und König Karl I. setzte Brătianu ab 1914 als Ministerpräsident (seit 1916 auch Außenminister) auch im Kronrat die Neutralität Rumäniens im Ersten Weltkrieg durch. Das Defensivbündnis mit dem Dreibund verpflichtete Rumänien nicht zum Eingreifen. Bis zum August 1916 gelang es ihm sogar, den Kriegseintritt auf der Seite der Alliierten durchzusetzen. Ziel dieses Vorgehens war die Einverleibung Siebenbürgens und weiterer ungarischer Gebiete nach einem Sieg über Österreich-Ungarn. Ein entsprechendes Abkommen wurde ebenfalls im August 1916 mit den Alliierten geschlossen, worauf rumänische Truppen in Siebenbürgen einmarschierten. Schnell brach jedoch die Armee durch eine Gegenoffensive der Mittelmächte zusammen und das Land wurde nahezu komplett von deutschen Truppen besetzt. Brătianu wurde abgesetzt und von einer deutschfreundlichen Regierung vor Gericht gestellt. Nach dem Ende des Krieges stand er im November 1918 als Ministerpräsident und Außenminister jedoch wieder an der Spitze der Regierung, ließ am 13. Dezember 1918 regierungsfeindliche Demonstrationen in Bukarest niederschießen und nahm auf Seiten der Siegermächte an der Pariser Friedenskonferenz teil. Dort wurden die 1916 zugesagten Gebietsgewinne Rumäniens nicht vollständig umgesetzt, was zu energischen Protesten Brătianus und im Oktober 1919 zu seinem Rücktritt führte.
Bei den Wahlen 1919 siegte noch einmal die liberale Partei, trotz des beginnenden Aufstiegs der Bauernparteien, und Ion I. C. Brătianu wurde im Juni 1920 zunächst wieder Minister. Dann 1922 wurde er erneut Ministerpräsident und Kriegsminister. Mit der Hilfe König Ferdinands und durch Wahlmanipulationen sowie des Verbots der Kommunistischen Partei (1924) hielt er sich bis 1926 gegen eine wachsende Opposition an der Macht. Innenpolitisch setzte Brătianu in der Nachkriegszeit auf den Aufbau einer zentralisierten Verwaltung, die das maßgeblich durch seine Initiative gewachsene Land integrieren sollte, sowie auf massive Industrialisierung. Nach außen lehnte der Ministerpräsident sich an Polen und damit an die Westmächte an. Unmittelbar nach Ionels Tod folgte ihm sein Bruder Vintilă als Ministerpräsident und Parteichef.